# Omid Djalili
Omid Djalili (em persa: امید جلیلی, Chelsea, Londres, 30 de setembro de 1965) é um comediante, ator, produtor, dublador e escritor britânico.